# 赵紫宸
趙紫宸（1888年2月14日—1979年11月21日），男，浙江德清人，中国基督教新教神学家、教育家，歷任蘇州東吳大學文學院院長、燕京大學宗教學院院長，又曾擔任1948年8月普世基督教協進會成立大會的6位主席之一。翻译家趙蘿蕤的父亲。

## 生平

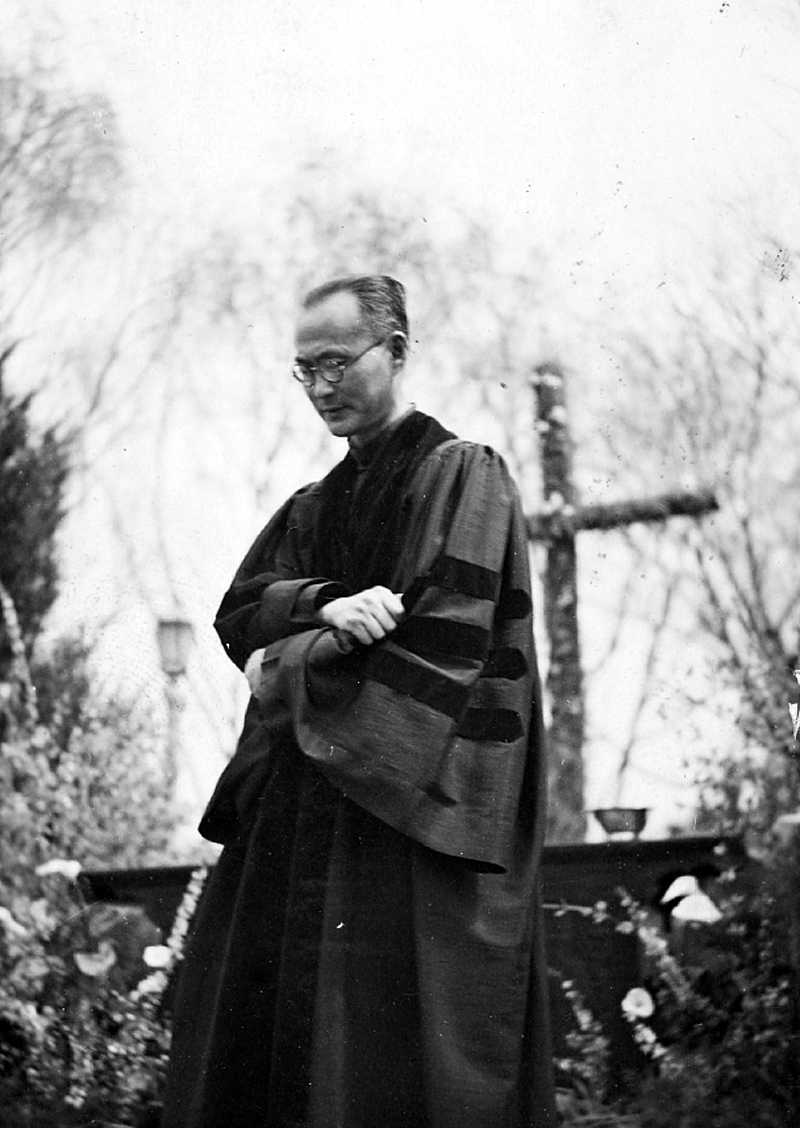
赵紫宸（1939年攝）

1888年2月14日（清光緒十四年正月初三日），趙紫宸出生在浙江省德清縣的一個小商人家，父親趙炳生。13歲（1901年）時，因家道中落，曾輟學預備隨父從商。15歲（1903年）再入學，入讀蘇州的教會學校萃英書院，接受西式教育。之後轉入東吳大學附屬中學，並考入監理會辦的蘇州東吳大學。1907年，他受世界基督教學生同盟總幹事約翰•穆德（John R. Mott）及東吳大學校長孫樂文（D. L. Anderson）影響，受洗成為基督徒。1910年，蘇州東吳大學畢業，趙氏留校在東吳中學任教。
1914年，趙紫宸代表在華的監理會前往美國奧克拉荷馬州參加美南監理會總會會議。同年秋，他進入監理會背景的田納西州范德堡大學的大學宗教學院，主修社會學及哲學，1916年獲社會學碩士學位，1917年獲神道學學士學位，並獲頒授「創辦人獎章」。1917年，學成回國，在蘇州東吳大學任教授。1922年升任教務長，並兼任文學院院長。同年出席清華大學舉行的「第11屆世界基督教學生同盟」、上海的「基督教全國大會」及在牯嶺舉行的「全國立志佈道團第一次全國大會」。
1926年，趙紫宸應燕京大學校長司徒雷登之邀，由東吳大學轉職燕京大學，擔任宗教學院教授，兼任中文系教授。根據1936年出版的《中華民國二十五年度．私立東吳大學文理學院一覽》記載，他在1926年於東吳大學25周年紀念典禮上，獲母校授予「榮譽博士」銜。1928年，升任職燕京大學宗教學院院長，直至1952年大學結束，共26年。1941年7月，趙紫宸在香港被聖公會何明華會督按立為聖公會會長（牧師），他正式由監理會轉入中華聖公會，華北教區主教聘他為華北教區任會長。同年12月8日，珍珠港事件發生數小時後，日本憲兵隊包圍燕京大學，趙紫宸等11位教授被捕，趙氏被日軍囚禁至1942年6月18日始獲釋。
抗戰勝利後，他恢復燕京大學宗教學院院長的職務，兼任中國文學教授。1947年，趙紫宸獲美國普林斯頓大學頒授榮譽神學博士學位。1949年9月，趙氏成為中國基督教界五位代表之一，參加了中國人民政治協商會議第一屆全國委員會會議。之後他成為基督教三自愛國運動發起人之一，1954年當選為中國基督教三自愛國運動委員會常務委員。但自1951年開始的「三反五反運動」，以及1966年至1976年的「文化大革命」中，他遭受殘酷迫害。1979年11月21日在北京病逝，享年91歲。

## 家庭
1905年，17歲的趙紫宸奉父母之命，與19歲的童定珍結婚，童氏為小商人之女，未曾接受教育。二人育有三子一女：女兒趙蘿蕤、長子趙景心、次子趙景德、三子趙景倫。

## 著作
- 燕京研究院編：《趙紫宸文集（卷一）》。商務印書館，2003。ISBN 9787100036962。
- 燕京研究院編：《趙紫宸文集（卷二）》。商務印書館，2004。ISBN 9787100039857。
- 趙紫宸 :《基督教進解》. 香港 : 基督教輔僑出版社, 1947. （页面存档备份，存于）  基督教文藝出版社藏書,  香港浸會大學圖書館. 華人基督宗教文獻保存計劃.
- 趙紫宸 :《神學四講》. 香港 : 基督教輔僑出版社, 1955. （页面存档备份，存于）  基督教文藝出版社藏書,  香港浸會大學圖書館. 華人基督宗教文獻保存計劃.
- 趙紫宸 :《聖保羅傳》. 香港 : 基督教輔僑出版社, 1956. （页面存档备份，存于）  基督教文藝出版社藏書,  香港浸會大學圖書館. 華人基督宗教文獻保存計劃.
- 趙紫宸 :《耶穌傳》. 香港 : 基督教輔僑出版社, 1965. （页面存档备份，存于）  基督教文藝出版社藏書,  香港浸會大學圖書館. 華人基督宗教文獻保存計劃.
- 趙紫宸 , 范天祥:《民眾聖歌集》. 上海 : 廣學會. （页面存档备份，存于）  基督教文藝出版社藏書,  香港浸會大學圖書館. 華人基督宗教文獻保存計劃.